# Ilex curranii
Ilex curranii är en järneksväxtart som beskrevs av Merrill. Ilex curranii ingår i släktet järnekar, och familjen järneksväxter. Inga underarter finns listade i Catalogue of Life.